# Kanton Les Saintes
Kanton Les Saintes (francouzsky Canton des Saintes) byl francouzský kanton v departementu Guadeloupe v regionu Guadeloupe. Tvořily ho 2 obce. Zrušen byl při reformě francouzských kantonů z roku 2014.

## Obce kantonu
- Terre-de-Bas
- Terre-de-Haut